# Liga de Fútbol Profesional Boliviano 2011/2012
Liga de Fútbol Profesional Boliviano 2011/2012 är den 35 säsongen av den bolivianska högstadivisionen i fotboll. Inför säsongen bestämde det bolivianska fotbollsförbundet sig för att förlägga säsongen över 2011 och 2012 och skapa en säsong som spelas september till maj istället för början av året till slutet av året. Detta innebar att det för säsongen 2011/12 finns tre mästerskap, ett som spelas första halvåret 2011, ett det andra halvåret 2011 samt ett det första halvåret 2012. Det första mästerskapet var "Torneo Adecuación", följt av "Torneo Apertura" och till sist "Torneo Clausura". Mästerskapen ser något annorlunda ut - Torneo Adecuación och Torneo Clausura är raka serier där alla tolv lagen möter varandra två gånger (totalt 22 omgångar), medan det i Torneo Apertura fanns två olika grupper där det följde ett slutspel. Alla matcher (slutspel exkluderat) i de tre mästerskapen läggs sedan ihop för att skapa en nedflyttningstabell för att avgöra vilka lag som flyttas ner till den näst högsta divisionen inför 2012/2013.
Mästerskapen kvalificerar även lag till Copa Sudamericana 2012 och Copa Sudamericana 2013 samt till Copa Libertadores 2012 och Copa Libertadores 2013. Torneo Adecuación kvalificerade två lag till Copa Libertadores 2012 (ettan och tvåan) samt ett lag till Copa Sudamericana 2012 (trean). Vinnaren av Torneo Apertura kvalificerade sig till Copa Libertadores 2012, och tvåan och trean till Copa Sudamericana 2012. I Torneo Clausura går ettan och tvåan till Copa Libertadores 2013, trean till Copa Sudamericana 2013 och fyran till Copa Sudamericana 2012.

## Kvalificering för internationella turneringar
- Copa Libertadores 2012 (tre platser)
  - Bolívar (som vinnare av Torneo Adecuación)
  - Real Potosí (som tvåa i Torneo Adecuación)
  - The Strongest (som vinnare av Torneo Apertura)
- Copa Sudamericana 2012 (fyra platser)
  - Oriente Petrolero (som trea i Torneo Adecuación)
  - Universitario (som tvåa av Torneo Apertura)
  - Aurora (som bäst placerade lag i gruppspelet i Torneo Apertura)
  - Blooming (femte bästa lag i Torneo Clausura, det fjärde bästa som egentligen skulle kvalificera sig var redan kvalificerat för Copa Sudamericana 2012)
- Copa Libertadores 2013 (tre platser - säsongen 2011/2012 kvalificerar enbart 2 lag)
  - The Strongest
  - San José

## Torneo Adecuación
Torneo Adecuación började den 15 januari 2011 och avslutades den 29 maj 2011. Bolívar blev mästare och kvalificerade sig tillsammans med andraplacerade Real Potosí till Copa Libertadores 2012. Oriente Petrolero kvalificerade sig till Copa Sudamericana 2012 i och med tredjeplatsen.
|  |     | Lag               | Poäng | M  | V  | O | F  | GM | IM | MSK |
|  | --- | ----------------- | ----- | -- | -- | - | -- | -- | -- | --- |
|  | 1.  | Bolívar           | 40    | 22 | 11 | 7 | 4  | 32 | 24 | 8   |
|  | 2.  | Real Potosí       | 38    | 22 | 11 | 5 | 6  | 32 | 22 | 10  |
|  | 3.  | Oriente Petrolero | 36    | 22 | 11 | 3 | 8  | 46 | 25 | 21  |
|  | 4.  | The Strongest     | 35    | 22 | 10 | 5 | 7  | 33 | 26 | 7   |
|  | 5.  | Blooming          | 35    | 22 | 11 | 2 | 9  | 34 | 28 | 6   |
|  | 6.  | San José          | 34    | 22 | 10 | 4 | 8  | 29 | 27 | 2   |
|  | 7.  | Aurora            | 33    | 22 | 9  | 6 | 7  | 31 | 25 | 6   |
|  | 8.  | Universitario     | 29    | 22 | 9  | 2 | 11 | 28 | 31 | -3  |
|  | 9.  | Guabirá           | 29    | 22 | 9  | 2 | 11 | 29 | 43 | -14 |
|  | 10. | Nacional Potosí   | 28    | 22 | 8  | 4 | 10 | 28 | 30 | -2  |
|  | 11. | Real Mamoré       | 20    | 22 | 6  | 2 | 14 | 27 | 44 | -17 |
|  | 12. | La Paz FC         | 17    | 22 | 5  | 2 | 15 | 21 | 45 | -24 |

Färgkoder:
     – Kvalificerade för Copa Libertadores 2012.

     – Kvalificerade för Copa Sudamericana 2012.

## Torneo Apertura
Torneo Apertura började den 27 september och avslutas den 21 december. Alla lag spelade två matcher mot varje lag i sin egen grupp, vilket utgjorde totalt tio matcher. Därutöver spelade varje lag två matcher mot ett lag i den andra gruppen (hemma och borta), vilket gör att varje lag spelade totalt tolv matcher i gruppspelet. De fyra bästa gick vidare till slutspel. Utöver detta kvalificerade sig det bästa laget i gruppspelet för Copa Sudamericana 2012 och vinnaren av slutspelet för Copa Libertadores 2012.

### Grupp A
|  |    | Lag           | Poäng | M  | V | O | F | GM | IM | MSK |
|  | -- | ------------- | ----- | -- | - | - | - | -- | -- | --- |
|  | 1. | Bolívar       | 19    | 12 | 5 | 4 | 3 | 22 | 12 | 10  |
|  | 2. | Universitario | 19    | 12 | 5 | 4 | 3 | 17 | 14 | 3   |
|  | 3. | Guabirá       | 19    | 12 | 6 | 1 | 5 | 16 | 23 | -7  |
|  | 4. | San José      | 18    | 12 | 5 | 3 | 4 | 10 | 7  | 3   |
|  | 5. | Real Potosí   | 17    | 12 | 4 | 5 | 3 | 20 | 11 | 9   |
|  | 6. | Blooming      | 10    | 12 | 2 | 4 | 6 | 11 | 22 | -11 |

### Grupp B
|  |    | Lag               | Poäng | M  | V | O | F  | GM | IM | MSK |
|  | -- | ----------------- | ----- | -- | - | - | -- | -- | -- | --- |
|  | 1. | Aurora            | 24    | 12 | 8 | 0 | 4  | 23 | 13 | 10  |
|  | 2. | Oriente Petrolero | 23    | 12 | 7 | 2 | 3  | 26 | 18 | 8   |
|  | 3. | Nacional Potosí   | 16    | 12 | 4 | 4 | 4  | 23 | 15 | 8   |
|  | 4. | The Strongest     | 15    | 12 | 4 | 3 | 5  | 34 | 23 | 11  |
|  | 5. | La Paz FC         | 14    | 12 | 4 | 2 | 6  | 16 | 29 | -13 |
|  | 6. | Real Mamoré       | 6     | 12 | 2 | 0 | 10 | 10 | 41 | -31 |

Färgkoder:
     – Kvalificerade för slutspel och Copa Sudamericana 2012.

     – Kvalificerade för slutspel.

### Slutspel
|  | Kvartsfinaler | Kvartsfinaler     | Kvartsfinaler | Kvartsfinaler | Kvartsfinaler |   |                   | Semifinaler | Semifinaler | Semifinaler   | Semifinaler | Semifinaler |   |  | Final | Final | Final | Final | Final |  |
|  |               |                   |               |               |               |   |                   |             |             |               |             |             |   |  |       |       |       |       |       |  |
|  |               | Aurora            | 0             | 0             | 0             |   |                   |             |             |               |             |             |   |  |       |       |       |       |       |  |
|  |               | San José          | 1             | 2             | 3             |   |                   |             |             |               |             |             |   |  |       |       |       |       |       |  |
|  |               | San José          | 1             | 2             | 3             |   | San José          | 0           | 1           | 1             |             |             |   |  |       |       |       |       |       |  |
|  |               |                   |               |               |               |   | San José          | 0           | 1           | 1             |             |             |   |  |       |       |       |       |       |  |
|  |               |                   | Universitario | 2             | 0             | 2 |                   |             |             |               |             |             |   |  |       |       |       |       |       |  |
|  |               | Universitario     | Universitario | 2             | 0             | 2 | 3                 | 1           | 4           |               |             |             |   |  |       |       |       |       |       |  |
|  |               | Universitario     |               |               |               |   | 3                 | 1           | 4           |               |             |             |   |  |       |       |       |       |       |  |
|  |               | Nacional Potosí   | 2             | 0             | 2             |   |                   |             |             |               |             |             |   |  |       |       |       |       |       |  |
|  |               |                   |               |               |               |   |                   |             |             | Universitario | 0           | 1           | 1 |  |       |       |       |       |       |  |
|  |               |                   |               |               |               |   |                   |             |             |               |             |             | 1 |  |       |       |       |       |       |  |
|  |               |                   | The Strongest | 2             | 1             | 3 |                   |             |             |               |             |             |   |  |       |       |       |       |       |  |
|  |               | Oriente Petrolero | The Strongest | 2             | 1             | 3 | 0                 | 4           | 4           |               |             |             |   |  |       |       |       |       |       |  |
|  |               | Oriente Petrolero |               |               |               |   | 0                 | 4           | 4           |               |             |             |   |  |       |       |       |       |       |  |
|  |               | Guabirá           | 0             | 1             | 1             |   |                   |             |             |               |             |             |   |  |       |       |       |       |       |  |
|  |               | Guabirá           | 0             | 1             | 1             |   | Oriente Petrolero | 3           | 1           | 4             |             |             |   |  |       |       |       |       |       |  |
|  |               |                   |               |               |               |   | Oriente Petrolero | 3           | 1           | 4             |             |             |   |  |       |       |       |       |       |  |
|  |               |                   | The Strongest | 5             | 0             | 5 |                   |             |             |               |             |             |   |  |       |       |       |       |       |  |
|  |               | The Strongest     | The Strongest | 5             | 0             | 5 | 1                 | 0           | 1           |               |             |             |   |  |       |       |       |       |       |  |
|  |               | The Strongest     |               |               |               |   | 1                 | 0           | 1           |               |             |             |   |  |       |       |       |       |       |  |
|  |               | Bolívar           | 1             | 3             | 4             |   |                   |             |             |               |             |             |   |  |       |       |       |       |       |  |

## Torneo Clausura
Torneo Clausura började i januari 2012 och håller på under det första halvåret av 2012. Alla lag möter varandra två gånger, en gång hemma och en gång borta, vilket gör att det totalt spelas 22 matcher under Torneo Clausura. Vinnaren kvalificerar sig för Copa Libertadores 2013 tillsammans med tvåan och det tredje placerade laget går playoff till Copa Libertadores 2013 (playoff-matchen spelas till nästa säsong mot ett lag från Torneo Apertura 2012/2013). Utöver det så kvalificerade sig det bäst placerade laget till Copa Sudamericana 2012, såvida det inte redan kvalificerat sig till Copa Sudamericana 2012 eller om det deltog i Copa Libertadores 2012.
|  |     | Lag               | Poäng | M  | V  | O  | F  | GM | IM | MSK |
|  | --- | ----------------- | ----- | -- | -- | -- | -- | -- | -- | --- |
|  | 1.  | The Strongest     | 38    | 22 | 11 | 5  | 6  | 46 | 29 | +17 |
|  | 2.  | San José          | 38    | 22 | 11 | 5  | 6  | 43 | 27 | +16 |
|  | 3.  | Oriente Petrolero | 38    | 22 | 11 | 5  | 6  | 38 | 30 | +8  |
|  | 4.  | Universitario     | 37    | 22 | 11 | 4  | 7  | 36 | 21 | +15 |
|  | 5.  | Blooming          | 37    | 22 | 11 | 4  | 7  | 28 | 23 | +5  |
|  | 6.  | Real Potosí       | 35    | 22 | 11 | 2  | 9  | 36 | 32 | +4  |
|  | 7.  | Aurora            | 34    | 22 | 10 | 4  | 8  | 38 | 30 | +8  |
|  | 8.  | Nacional Potosí   | 34    | 22 | 10 | 4  | 8  | 33 | 36 | –3  |
|  | 9.  | Bolívar           | 28    | 22 | 6  | 10 | 6  | 34 | 27 | +7  |
|  | 10. | La Paz FC         | 24    | 22 | 7  | 3  | 12 | 29 | 39 | –10 |
|  | 11. | Real Mamoré       | 18    | 22 | 5  | 3  | 14 | 16 | 47 | –31 |
|  | 12. | Guabirá           | 8     | 22 | 1  | 5  | 16 | 19 | 57 | –38 |

Färgkoder:
     – Kvalificerade för Copa Libertadores 2013.

     – Kvalificerade för playoff-match till Copa Libertadores 2013.

     – Kvalificerade för Copa Sudamericana 2012.

## Nedflyttningstabell
Poängen från Torneo Adecuacuión, Apertura och Clausura lades samman och det lag med lägst poäng (Real Mamoré) åkte ut den högsta divisionen. De två mest näst lägst respektive tredje lägst poäng (Guabirá och La Paz FC) fick kvalspela mot lag i den näst högsta divisionen för att hålla sig kvar i den högsta divisionen inför nästa säsong.
|  |     | Lag               | Totalpoäng | Spelade matcher | Adecuación | Apertura | Clausura |
|  | --- | ----------------- | ---------- | --------------- | ---------- | -------- | -------- |
|  | 1.  | Oriente Petrolero | 93         | 54              | 36         | 23       | 34       |
|  | 2.  | San José          | 90         | 54              | 34         | 18       | 38       |
|  | 3.  | Aurora            | 88         | 54              | 33         | 24       | 31       |
|  | 4.  | Real Potosí       | 87         | 54              | 38         | 17       | 32       |
|  | 5.  | Bolívar           | 84         | 54              | 40         | 19       | 25       |
|  | 6.  | The Strongest     | 82         | 54              | 35         | 15       | 32       |
|  | 7.  | Universitario     | 79         | 54              | 29         | 19       | 31       |
|  | 8.  | Blooming          | 76         | 54              | 35         | 10       | 31       |
|  | 9.  | Nacional Potosí   | 74         | 54              | 28         | 16       | 30       |
|  | 10. | Guabirá           | 56         | 54              | 29         | 19       | 8        |
|  | 11. | La Paz FC         | 55         | 54              | 17         | 14       | 24       |
|  | 12. | Real Mamoré       | 44         | 54              | 20         | 6        | 18       |

Färgkoder:
     – Till nedflyttningskval.

     – Nedflyttade.